# 井上貴子 (プロレスラー)
井上 貴子（いのうえ たかこ、1969年11月7日 - ）は、日本の女子プロレスラー。LLPW-X所属。

## 所属
- 全日本女子プロレス（1988年 - 1999年）
- フリー（1999年 - 2005年）
- LLPW→LLPW-X（2005年 - ）

## 経歴・戦歴
ジャガー横田の活躍に刺激を受けて女子プロレスラーを志す。
中学3年の時に全日本女子プロレスのオーディションを受けるが落選。県立取手松陽高校進学後も2年連続落選。その後も全女が運営していたトレーニングジムや東京のレスリング教室に通いながらチャンスを待ち（この頃全女のジムで一緒にトレーニングしていた仲間に尾崎魔弓がいる）高校3年時に合格、卒業と同時に全日本女子プロレスへ入団する。高校2年生の時、友人が井上の写真で応募したフジテレビ主催「おニャン子クラブ」オーディションに2次審査まで合格しており、全女の2次募集とおニャン子オーディションのダブルブッキングとなるも、結局全女の2次募集を受けた。
なお、当時は尾崎も全女入団を目指していたが、ちょうどその頃に「ジャパン女子プロレス」が旗揚げされ、尾崎はそちらのオーディションを受け合格している。その際に井上は尾崎から「一緒にジャパン女子を受けない?」と誘われたが、全女入りにこだわりこれを断っている。
新人時代は立野記代の付き人を務めた。井上は練習生として全女の道場に通っていたため、全女の厳しさを予見していたが、正式に入団すると想像を超える厳しい奴隷のような扱いを受け、入団2日目にして「もう辞める」と言い出しもした。本人は後年「先輩が私の足を踏んでも、そこに足を置いていた私が悪いっていう世界ですから」と語っている。さらに「あいつは酒を飲み歩いている」「男がいる」「タバコ吸ってる」など、三禁を破ったと勝手に噂される目にも遭ったと明かした。一度は完全に全女を辞める決断をしたこともあり、その覚悟を持ってバスのゴミ袋の中に自身の荷物を投げ入れ「テメェのせいで辞めんだ、コノヤロー！」と先輩に暴言を吐いたこともある。だが、立野記代や影かほるの慰留があり、その先輩に直接謝罪し現役を続投したが、しばらく誰も口をきいてくれなくなった。
1988年10月10日の全日本女子・後楽園ホール興行での、対井上京子戦でプロレスデビュー。デビュー当時はアイドルレスラーであり写真集も多数出版。全日本女子プロレスが管理したチャンピオンベルトのNo.2の地位であるオールパシフィック王座（通称・白いベルト）にこだわりを見せていた。1992年『奇跡の扉』で歌手としてもデビューを果たす。歌手デビューと同時期に写真集の撮影がハワイで行われ、そこにはカメラマンからヘアメイク、スタイリストが大御所揃いであった。また、関係者が満足に睡眠もとらず撮影へ臨む姿に、「私のために大の大人が汗かいてこんなに動くのか」と感銘を受け、以来プロ意識を持つようになる。
1994年に写真集『ヴェルティージュ』でオールヌードを披露した。
団体対抗戦の開催直前頃、前座に甘んじる現状から全女に対し正式な引退を申し出る。しかし、JWP女子プロレスとの対抗戦に派遣される選手として堀田祐美子(堀田もまた当時すでにベテランであったが第2試合への出場が主であった)と共に井上の名前が挙げられ、うやむやなまま引退が立ち消えとなった。団体対抗戦の先兵隊としてJWPの試合に臨んだ井上は、堀田から「今日はうるさい先輩は誰もいないし、自分のやりたいようにやって良いよ」と声を掛けられている。その言葉を受け、自由に試合を進めるうちにプロレスの楽しさを再確認でき、辞めたいという感情が消えるきっかけとなった。
1997年の全女選手大量離脱の際には同団体に残留し「新生全女」をアピール。しかし、1999年には結局全女を脱退し、その後しばらくフリーランスで活躍する。
1999年5月5日　NEO女子プロレスVS井上京子戦にてスタンガン初披露
2000年に写真集『MAKE LOVE』でヘアヌードを披露した。
風間ルミ、イーグル沢井とブラックジョーカーというヒール軍団を結成。定番である凶器の警棒型スタンガンがトレードマークとなっている。
2004年にはWWEのトライアウトを受けた。2005年2月にLLPWに正式入団。
2008年には、OZアカデミー内のユニット「尾崎軍」の一員としてレギュラー参戦。
2011年、LLPW-Xではアイドルレスラープロジェクトとして井上貴子2世を意味する「VoLume II」をプロデュース。プロジェクトの中から2012年に「ブリバト♡」としてSAKI、MIZUKIがデビューした。
2013年11月15日、25周年記念興行をTDCホールで開催。
2014年、中森華子と組み、「JWPタッグリーグ・ザ・ベスト」にエントリー。
2021年11月、YouTubeに公式チャンネル「貴子ちゃんちゅーぶ」を開設。また、同年には肋骨を骨折しており、以後試合をセーブするが翌2022年中の試合復帰を目指す。

## 得意技
バックブロー
ハイキック
ローリング・ソバット
ダイビング・ニー・ドロップ
ツームストン・パイルドライバー
何度か相手の顔面に膝蹴りを放ってから落とすのが特徴。
延髄ニー
タカコ☆パニック
ディスティニー・ハンマー
名前が三種類あり、すべてトップロープからの延髄ニーである。「タカコ☆パニック」の由来は、この技を初披露した際、週刊プロレスの記事において技を決めた瞬間の写真に添えられたキャプションと、同名の私設ファンクラブ名から。「ディスティニー・ハンマー」は、技を見たレジー・ベネットが、井上貴子に向って「ディスティニー・ハンマー！」と名づけたことに由来する。パンフレットや各種媒体の記事では、それぞれ異なる名称が記載されているが、どれを採用しても良いことになっている。
オーロラ・スペシャル
相手を自分の肩に担ぎ上げた状態で、そのまま後ろへバックドロップのような体勢で投げる技。この技のバリエーションに、投げた後にブリッジで固めてそのままフォールする「オーロラ・スペシャルホールド」と、担ぎ上げる際相手の両腕を前にクロスさせた状態でロックし、そのまま投げた後にフォールする「クロスオーロラ・スペシャルホールド」がある。
フジヤマ・スノー・スライダー
相手の背中を自分の背中に付けた状態で両腕をロックし、逆さ押さえ込みのような体勢で前方へ投げ落とした状態でフォールする技。現在では、技を仕掛けるタイミングの難しさや、キャラクターにそぐわないという理由でほとんど使われていない。
抱え式バックドロップ
抱え式バックドロップ・ホールド
テキサス・スープレックス
膝十字固め
回転しながら相手の膝を決める関節技。かつて井上京子と対戦した際、膝を痛めていた京子に対しこの技を決め、ギブアップさせたことがある。一時、得意技としていたが、現在はあまり使われていない。
スタンガン攻撃

## タイトル歴
- WWWA世界タッグ王座
- オールパシフィック王座
- IWA世界女子王座
- 全日本シングル王座
- 全日本タッグ王座
- LLPW認定タッグ王座
- LLPW認定6人タッグ王座
- WWWD世界タッグ王座
- 第2代UWA世界女子タッグ王座（パートナーは堀田祐美子）

## 入場テーマ曲
- 「Wild & Mild」（先輩の立野記代から譲り受け使用。元々は佐藤ちののテーマ曲）
- 「Oh, Pretty Woman」（全女時代に使用。ヴァン・ヘイレンのカバーバージョン）
- 「CAT'S EYE」（全女時代に使用。大ヒットした曲のカバー）
- 「She's a Knockout」（1994年に入場テーマ曲を一斉に変更した際に使用）
- 「Re Birth」 （ファンクラブにて販売）
- プロディジー「Funky Shit」（スタンガンを使いはじめた頃からこの楽曲に変更。イントロ部分で「Re Birth」のリフレインが挿入されている）

## 出版物
写真集
- 『Sel:FISH』（1992年3月、撮影:根本好伸、全日本女子プロレス） ISBN 978-4-198-60019-8
- 『BLESS』（1993年10月、撮影:西島善和、徳間書店） ISBN 978-4-198-60019-8
- 『ヴェルティージュ』（1994年10月、撮影:井ノ元浩二、スコラ） ISBN 978-4-796-20210-7
- 『ボディオイル』（1995年12月、撮影:リウミセキ、スコラ） ISBN 978-4-796-20349-4
- 『PEAK BLUE』（1997年7月、撮影:平地勲、スコラ） ISBN 978-4-796-20428-6
- 『MAKE LOVE』（2000年11月、撮影:沢渡朔、ワニブックス） ISBN 978-4-847-02589-1
- 『MAKE LOVE 2』（2001年12月、撮影:沢渡朔、ワニブックス） ISBN 978-4-847-02688-1
- 『KINBAKU』（2003年10月、撮影:沢渡朔、双葉社） ISBN 978-4-575-29610-5
- 『美拳』（2009年11月2日、撮影:沢渡朔、双葉社） ISBN 978-4-575-30176-2

著書
- 『傷つくもんか!』（1995年11月、ベヨトル工房） ISBN 978-4893422248

ビデオ・DVD
- 『TAKAKO 夢の扉』（1991年12月、ポニーキャニオン）
- 『ANOTHER SPLENDOR』（1991年12月、バップ）共演：キューティー鈴木
- 『女神たちの伝説I』（1994年2月、タキ・コーポレーション）
- 『BODY＆SOUL』（2003年12月、イーネット・フロンティア）

## CD
- 『奇跡の扉』（1991年11月、ポニーキャニオン）C/WはMintShowers（豊田真奈美・三田英津子）
- 『ONE WAY DREAM』（1996年8月、ダブリューイーエー・ジャパン）
- 『からっぽなトキも夢中にさせて/letter』（2012年、12月）TAKACO名義
- 『passion」』PASSION ROUGE  [井上貴子&井上京子]
- 『JEWEL』TAKACO

## その他
- 1998年にテレビ東京『ASAYAN』内企画「つんくプロデュース芸能人新ユニットオーディション」を受け落選している。理由として知名度のある井上は、無名な芸能人を再生させるプロジェクトの趣旨にそぐわなかったためである。尚、この件では当時全女の試合を放送していたフジテレビの了承を取っていなかったため、井上の顔にはモザイク処理が施された。
- 同世代の選手が体型を大きくしていく中、若手時代より体重を10kg以上落としたとも言われる[9]。
- 団体対抗戦に強く、"対抗戦女"の異名を取った。それを象徴して1993年4月2日に横浜アリーナで開催されたオールスター戦では北斗晶vs神取忍を差し置いて井上が『週刊プロレス』増刊号の表紙を飾った。[10]
- 漫画家の安野モヨコは井上のファンで試合も観戦している。『美人画報ハイパー』にて、安野がダイエット依存症になりかけた際に井上のスタイルを見て「ただ痩せるだけでは美しくない」と目覚め、依存症から抜け出した旨が書かれている。
- 新人時代、キューティー鈴木やハーレー斉藤など、仲の良いジャパン女子プロレスの選手と酒も飲める店へ食事に行った際、自分は飲んでいなかったが「飲んだんだろ？」と当時一番年上の先輩に疑われた。その先輩から殴られ全女のバス（ドレクメーラー・コルセア）の2階から1階の運転席付近まで階段を転げ落ち、頭蓋骨骨折の重傷を負った。前が見えないほど井上の顔が腫れていたことから全女内で騒ぎになり、殴った先輩は会社から罰金を科せられたという。ちなみにその先輩は、普段理不尽に怒るような人物ではなく、井上も後年「みんなの気持ちを引き締めるためにやったことで、今思えばその方の気持ちもよくわかる」という趣旨のコメントで先輩に対し理解を示している[11]。
- 櫻坂46の元メンバー・土生瑞穂は、親戚（いとこの娘）にあたる[12]。
- 兄弟は5歳下の弟が1人いる。
- 2024年、静岡県清水町で地域貢献活動として農業に取り組んでいることを評価され、神取忍とともに清水町ふるさと大使を委嘱された[13]。

## メディア出演
テレビ
- 中居正広のミになる図書館（2014年7月29日、テレビ朝日）
- 有吉反省会スペシャル（2014年10月4日、日本テレビ）- 自身のファッションブランドに神取忍が社員でいることを反省。
- FUJIYAMA FIGHT CLUB
- クイズ脳ベルSHOW
- 綺麗の天才
- TOKIkin
- papapapaPAFUUY
- ぜったいキャイ〜ン
- 新日本人の質問
- あなたの夢叶えます
- ごきげんよう
- 笑っていいとも
- みなさんのおかげです
- ラスタとんねるず
- ハンマープライス
- めちゃ×2イケてる
- リングの魂
- あなたに会いたい
- 朝だ！生です！旅サラダ
- オールスター感謝祭
- 踊るさんま御殿
- ルックルックこんにちわ
- おネプ
- ものまねバトル
- 夜もヒッパレ
- 有吉eeeee!
- お試しか

オリジナルビデオ作品
- THE RACHI 闘う女そして男×性と夢（2001年）
- 修羅のみち6 血染めの海峡（2003年）- ナターシャ
- 夢の扉（奇蹟の扉PVポニーキャニオン）
- 井上貴子&キューティー鈴木（Vシネマ）
- 渋谷系女子プロレス（ドラマ）
- BODY&SOUL
- キトキト（映画）
- 光る（映画）
- 野獣学園（Vシネマ）
- YUI「fight」PV
- SHOW-YA「V.S.MYSELF」PV
- 日曜劇場Tomorrow（ドラマ）

CM
- マイナスイオンブレスイメージキャラクター
- マツモトキヨシ店頭CM
- クリンビューノータッチイメージキャラクター
- ペット用クッキー「PET PAD」アンバサダー